# Benjamim de Araújo e Côrte-Real
Benjamim de Araújo e Côrte-Real GOM (1961) é um linguista timorense.

## Biografia
Cresceu durante a ocupação indonésia de Timor-Leste.
Frequentou o Externato de São José Operário, um dos bastiões da resistência cultural à ocupação indonésia, de Agosto de 1979 a Julho de 1984. Nessa instituição deu depois aulas de Química e Geografia, até partir, em Agosto de 1985, para Salatiga, em Java Central, a fim de frequentar a Universidade Satya Wacana, onde se licenciou em ensino da língua inglesa com uma tese sobre fonologia comparada do tétum e do inglês.
De regresso a Timor, leccionou no Departamento de Língua Inglesa da então Universitas Timor Timur, antes de, em Julho de 1992 rumar à Austrália para o Mestrado em Linguística Aplicada. Imediatamente a seguir iniciou o Doutoramento em Linguística na Universidade Macquarie em Sydney, que terminou em 1998 com a dissertação Mambai and its verbal art genres — A cultural reflection of Suro-Ainaro, East Timor. Volta ao ensino na UNTIM, e em Março de 1999 frequenta novamente na Universidade Macquarie para actividades académicas.
Os acontecimentos da altura do referendo adiam o regresso da família — havia-lhe nascido entretanto a primeira filha — que vem a acontecer em Março de 2000. Em Novembro desse ano integra o corpo docente da nova Universidade Nacional Timor Lorosa'e.
Em Julho de 2001 é nomeado director do Instituto Nacional de Linguística, criado pelo Governo, e em Setembro é eleito reitor da UNTL. À frente dos destinos do INL e da UNTL empenha-se na prossecução de uma política linguística que salvaguarde a cultura e identidade nacional timorense, através da promoção das duas línguas oficiais, português e tétum, contra correntes alienantes incentivadas por interesses estrangeiros. Activo na produção de materiais para o desenvolvimento do tétum, professor, tradutor.

## Distinções
- Insígnia da Ordem de Timor-Leste (30 de Agosto de 2009)[2]
- Grande-Oficial da Ordem do Mérito de Portugal (14 de Fevereiro de 2006).[3]
- Prémio Lusofonia 2023, na área Educação (7 de Outubro de 2023)